# Torre-Pacheco
Torre-Pacheco è un comune spagnolo di 31 495 abitanti situato nella comunità autonoma di Murcia.

## Monumenti e luoghi d'interesse

### Siti archeologici
Sima de las Palomas, un sito archeologico dove sono stati ritrovati i resti di circa 100 fossili umani, alcuni dei quali, per alcuni studiosi, presentano segni di sepoltura. Tra questi reperti, nel 2007 è stato ritrovato lo scheletro di una giovane donna neandertaliana, denominata Palomas 96.